# Vincenzo Agnetti
Vincenzo Agnetti (Milano, 14 settembre 1926 – Milano, 1º settembre 1981) è stato un pittore, scrittore e poeta italiano, esponente dell'arte concettuale.

## Biografia
Vincenzo Agnetti si diplomò all'Accademia di belle arti di Brera e seguì la scuola del Piccolo Teatro di Milano. Esordì alla fine degli anni cinquanta nell'ambito della pittura informale e della poesia. Collaborò con Enrico Castellani e Piero Manzoni alle attività della Galleria Azimut, aperta a Milano fra il 1959 il 1960, e della rivista omonima, con la pubblicazione di Non commettere atti impuri nel primo dei due numeri stampati (in questi articoli e riflessioni sostenne le tendenze più radicali dell'epoca).
Dal 1960 respinse la pratica della pittura per identificare l'arte con l'assenza operando in un ambito concettuale estremamente radicale, “freddo”, a volte criptico. 
Nel 1962 si trasferì in Argentina per lavorare nel campo dell'automazione elettronica. In quel periodo, chiamato dall'artista liquidazionismo o arte no (rifiuto di dipingere), sparirono le sue produzioni “pre-artistiche“.
Nel 1967 tenne la prima personale (Principia) al Palazzo dei Diamanti a Ferrara. All'attività artistica affiancò un'intensa attività di saggista, scrittore e teorico.
Vincenzo Agnetti morì improvvisamente nel 1981 per emorragia cerebrale.

## Opere
- Logiche permutabili (1967)
- La macchina drogata (1968)
- Apocalisse nel deserto (1969)
- Vobulazione e bioeloquenza (realizzato con Gianni Colombo)
- Trono (1970, realizzato con Paolo Scheggi)
- Lo Scriba (realizzato con Claudio Parmiggiani)
- Neg (1970)
- Libro dimenticato a memoria (1970)
- Assioma:  l'opposizione è un riflesso gli opposti si equivalgono (1970)
- Feltri (1968-1971)
- Assiomi su bachelite (1968-1974)
- Progetto Panteistico 2, La Foglia (1972)
- Autotelefonata (1972)
- Dati due o più istanti - lavoro vi sarà sempre una durata - lavoro contenente gli istanti dati (1972)
- Spazio perduto e spazio costruito (1972)
- XIV-XX. Gli evangelisti (1972)
- Ritratto di ignoto (1972)
- Progetto per un Amleto politico (1973)
- Tempo azione (1973)
- Fotografie eseguite a mano libera (1974)
- Fotografie eseguite a occhio nudo (1974)
- I Ching (1976)
- Elisabetta d'Inghilterra (1976)
- Mass Media (1977)
- Quattro titoli: Surplace (1979-1980)
- Foto-graffie (1979-1981)
- Le quattro stagioni (Foto-graffia, 1980)
- Il suonatore di fiori (1981, opera incompiuta)

## Mostre

### Collettive
- Biennale di Venezia (1974, 1976, 1978, 1980)
- Biennale di San Paolo (1973)
- Documenta 5, Kassel (1972)
- Quadriennale di Roma (1972)

## Pubblicazioni
- Obsoleto, (a cura di Giuseppe Calandriello e Daniele Poletti) saggi di Germana Agnetti, Cecilia Bello Minciacchi, Bruno Corà, Corrado Costa, Viareggio, Cinquemarzo, 2017.
- Tesi. Linguaggio come crisi del linguaggio, con testo di Tommaso Trini e prefazione di Achille Bonito Oliva, Milano, Prearo Editore, 2008.
- La dimensione di Eva Sorensen. Sculture/Disegni 1961-1982, Milano, Edizioni di Vanni Scheiwiller, 1982.
- Machiavelli 30, raccolta di poesie, Milano, Ed. Guanda, 1978.
- Elisabetta d'Inghilterra, Milano, Jabik & Colophon, 1976.
- Tesi. Linguaggio come crisi del linguaggio, 2000 esempl. num., di cui 100 firmati e corredati di multiplo originale dell'artista, Milano, Prearo Editore, 1972.
- Tesi. Linguaggio come crisi del linguaggio, 11 copie numerate, Milano, autoedizione, 1968.
- Obsoleto, collana “Denarratori” n.1, 1000 esempl. num., Milano, All'insegna del pesce d'oro, ed. Scheiwiller, 1967.
- Piero Manzoni: 8 tavole di accertamento, cartella di 60 esemplari, Milano, ed. Scheiwiller, 1962.